# Sacculina pisiformis
Sacculina pisiformis is een krabbezakjessoort uit de familie van de Sacculinidae. De wetenschappelijke naam van de soort is voor het eerst geldig gepubliceerd in 1872 door Kossmann.